# Segunda epístola de Pedro

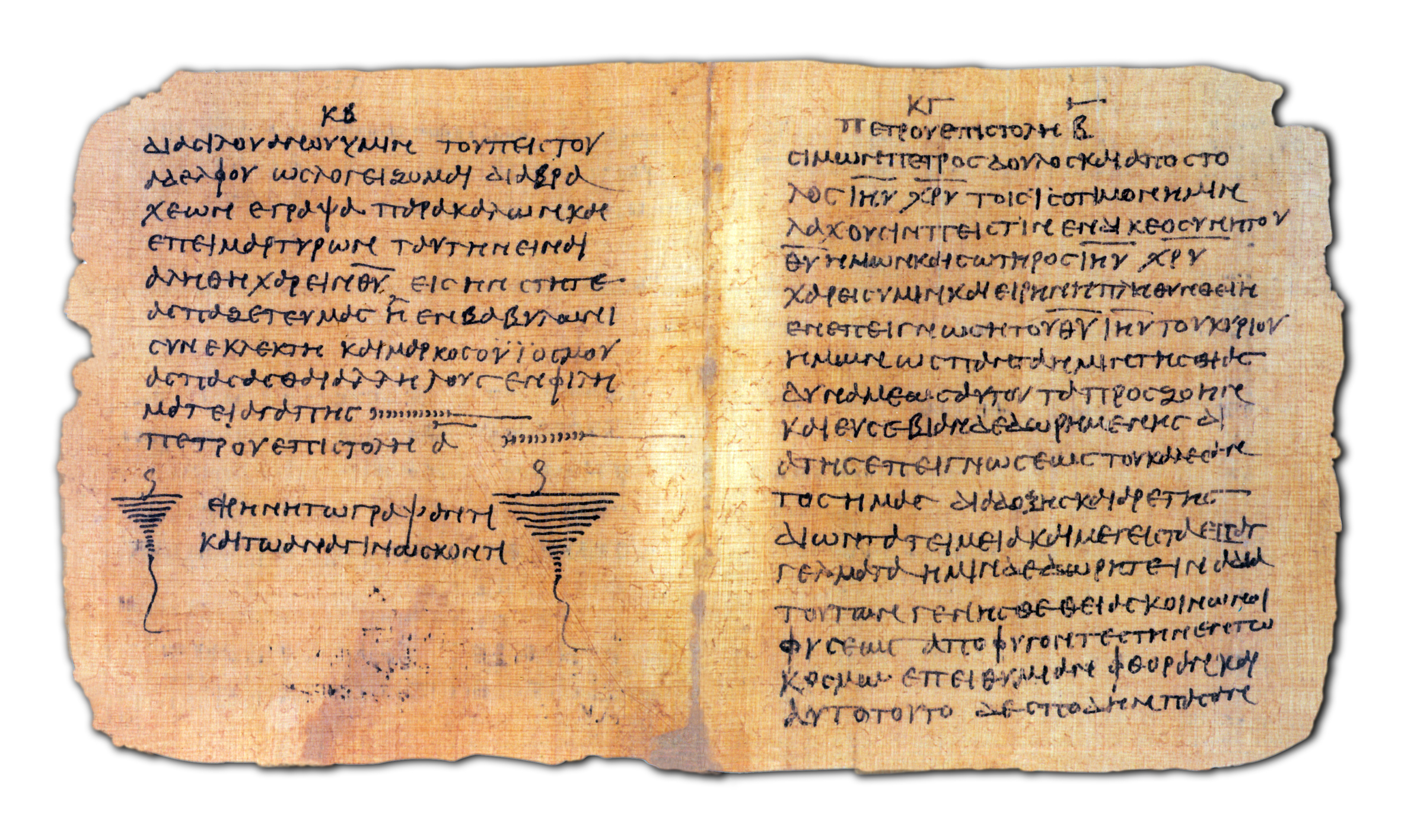
Final de la primera epístola y comienzo de la segunda en el Papiro 72.

La Segunda epístola de Pedro es un libro del Nuevo Testamento de la Biblia, tradicionalmente atribuido al apóstol Pedro. El verso inicial identifica al autor como Simeón Pedro, empleando la forma aramea de Simón. Esto es considerado por algunos como evidencia de que el texto fue escrito por Pedro mismo, y no con la ayuda de un amanuense (como sucedería en la Primera Epístola de Pedro). Con todo, hoy prácticamente todos los especialistas admiten que se trata de un pseudónimo, y que la carta se compuso probablemente a mediados del siglo II.
Es una carta católica, es decir, universal, que se dirige a los cristianos en general. Se divide en tres pequeños pero sustanciosos capítulos. Esta carta tiene como objetivo despertar, con el recuerdo, una sana inteligencia de los destinatarios para que piensen en la profecía del Antiguo Testamento y en la enseñanza del Señor (3,1ss). En ella, el autor deja entrever que la venida del Señor no deja de ser el gran acontecimiento a la luz del cual él mira y juzga la vida presente. Aborda temas importantes como la soberanía divina de Jesús, el manejo contra los falsos doctores, la enseñanza escatológica, la vida moral y el esfuerzo continuado, el interés por la Sagrada Escritura en contraposición a toda herejía y la falsa interpretación.  

## Autor

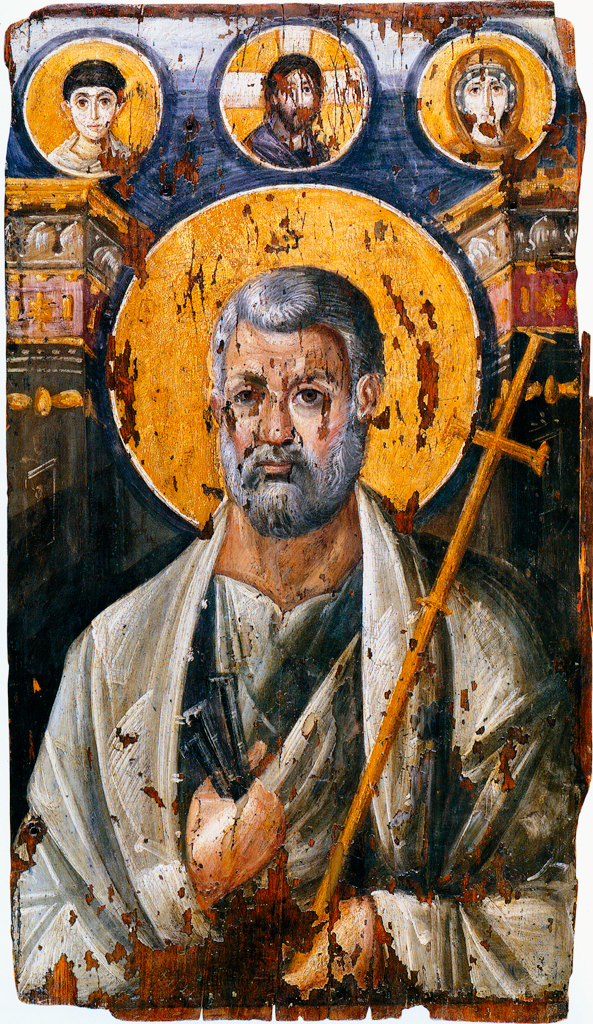
San Pedro (representado como un cónsul romano).

La epístola nombra solemnemente a Simón Pedro, siervo y apóstol de Jesucristo (1,1) como su autor, y el escrito alude constantemente a esta precisión. Habla sobre la proximidad de su muerte por parte del Señor (1,14; cf. Jn 21,18-19); recuerda su presencia en la montaña de la transfiguración (1,16-18); se denomina hermano de Pablo (3,15). Sin embargo, muchos exégetas apuntan a que se trata de un caso claro de pseudoepigrafía. El autor escribe inspirándose en la figura de Pedro y basándose en su autoridad. De él no hay información especial, pero seguro que se trata de una persona culta, pues el griego utilizado es correcto, incluso peculiar y técnico, alguien familiarizado con el mundo helenista. Ya en la antigüedad, según el testimonio de san Jerónimo, se puso en tela de juicio la autenticidad de esta carta a causa de la diversidad de estilo con relación a la primera.

## Destinatarios
Los destinatarios de esta carta son, según 3,1, los mismos que los de la 1 Pedro. Se dirige «a los que han tenido una fe tan preciosa como la nuestra» (1,1). Esta es una carta «católica» o «universal», es decir, un escrito didáctico destinado a la iglesia en general y no a una comunidad o a un grupo de comunidades cristianas específicas. Su contenido vale para todos los cristianos. Como escrito final de la edad apostólica, la carta se dirige a los paganocristianos. Por las características que señala de la falsa doctrina, parte de los presupuestos espirituales y morales del helenismo, es decir, de la gnosis y del libertinaje moral. Por otra parte, los versículos 18 y 20 del capítulo segundo solo pueden entenderse como una alusión a la conversión del paganismo. Y cuando el autor subraya su hermandad con Pablo (3,15), refiere a otra alusión a la iglesia procedente del paganismo, que veneraba a Pablo como su fundador. Por eso apela a su autoridad. Esto también lleva a pensar que se refiere a las comunidades donde ya poseen una o varias cartas de Pablo. En dicho caso, se pueden tomar en cuenta las comunidades de Grecia, Macedonia o Asia Menor. La mayor parte de los cristianos de esa región son recién convertidos.

## Fecha y lugar de composición
No se cuenta con datos precisos para situar cronológicamente esta epístola. Tampoco es posible datarla en la época en que vivió Pedro, que sería durante la persecución de Nerón, hacia el año 65, además de trasladar a Roma su origen. Hay muchos aspectos que apuntan a una composición tardía [3]: primero, la carta de Judas, que es posterior a la época apostólica incipiente y que 2 Pedro la utiliza, además de que aún no era universalmente conocida. Segundo, está el conocimiento y utilización de Mateo, con la referencia a la transfiguración; por tal razón, se debe situar después de la composición de Mateo. Tercero, el autor alude a otra carta antes que esta (3,1), por lo que es probable que la primera se compusiera hacia el año 80. Cuarto, cuando se redacta 2 Pedro, ya circulaba la colección de cartas de Pablo (3,16); asimismo la indicación a «los padres han muerto» (3,4) no apunta a los patriarcas del Antiguo Testamento, sino a los cristianos de la primera generación apostólica. Por estas razones se debe situar la carta a finales del siglo I o al comienzo del siglo II, más allá del período subapostólico en que se data 1 Pedro y en que se elaboró la Carta de Judas. Por otro lado, tradicionalmente se había atribuido a Roma el lugar de composición de esta carta, pero ya que su filiación petrina está descartada, tampoco hay ningún punto de apoyo para determinar el lugar de redacción. Sin embargo, como la carta se conoció primeramente en Egipto, algunos opinan que se escribió allí, otros creen que lo fue en Asia Menor, sustentado en la mención que hace 1 Pedro. Pero hay que reconocer que este punto es una cuestión plenamente abierta.

## Dimensión literaria
Primeramente hay que reconocer que la segunda carta presenta cierta originalidad en el sentido de que su vocabulario expone algún conocimiento y familiaridad con términos sacados del helenismo. Aquí cabe un poco de espacio a elementos gnósticos, por ejemplo, la importancia dada al conocimiento (1,2-4.6.8; 2,20; 3,18). Estilísticamente es un escrito detallado, un poco abigarrado y que hace mucho énfasis en subrayar al lector la importancia de temas que al escritor le conviene presentar. Termina, como resultado de lo dicho anteriormente, siendo un texto duro y relativamente directo. Esta carta puede colocarse dentro de un género literario que es ya conocido y usado, tanto en el Antiguo Testamento, como en el judaísmo y en el Nuevo Testamento. Se trata del género llamado discurso de adiós o testamento. Es común, dentro de la literatura veterotestamentaria, descubrir personajes que heredan un testamento espiritual a sus sucesores o descendientes. 
Los elementos que forman este género literario se pueden describir de la siguiente manera:
1. El que está próximo a la muerte tiene una clara conciencia de que el fin está próximo.
2. Quiere a los suyos cerca de sí, los llama.
3. Recuerda algunos momentos claves en su vida, experiencias fundantes.
4. Mira al futuro y dirige recomendaciones a quienes le rodean.

Podríamos mencionar el caso de los Patriarcas, empezando por Jacob (Gén 49), Moisés (Dt 30-32), Josué (Jos 24), los discursos de despedida de Jesús en Juan 13-17, la despedida de Pablo en Éfeso  (Hch 20,17-35), entre otros. También el autor de esta carta tiene clara conciencia de la proximidad de su muerte e inicia su discurso de despedida evocando momentos fundantes de su experiencia de fe, tal como el episodio de la transfiguración (1,17). Entre todo su discurso, quiere dejar a sus lectores un testamento espiritual, y atribuyéndole dicho escrito a Pedro, obtendría mayor solidez.
La estructura del escrito es la siguiente:
- Importancia de la fe recibida junto con la enseñanza fundamental (1,3-21).
- Advertencia sobre falsos maestros (2,1-22).
- La venida del Señor y la vigilancia (3,1-17).
- La exhortación final a creer en el conocimiento de Jesús y doxología (3,1-8).

## Esquema y contenido doctrinal
La estructura que sigue corresponde a la expuesta por Edouard Cothenet.
I.    Encabezamiento (11-2)
II.   La vocación cristiana (1,3-21)
1.    Participantes de la naturaleza divina (1,3-11)
a.    Cadena de virtudes
b.    Llamado como fruto abundante
2.    La norma de la Verdad (1,12-18)
a.    El testamento de Pedro
b.    Preparación para el porvenir
3.    La transfiguración de Cristo (1,19-21)
III.  Denuncia de los falsos Doctores (2,1-22)
1.  Anuncio (2,1-3a)
2.  El juicio futuro (2,3b-9)
3.  La falsa libertad de los adversarios (2,10-22)
IV. La llegada del día del Señor (3,1-16)
1.  Refutación de los escépticos (3,1-7)
a.  Dudas sobre la parusía
b.  Carácter perecedero del mundo
2.  Vivir en la santidad (3,8-13)
a.  La venida del Señor
b.  Preparación en santidad para el día del Señor
3.  La enseñanza auténtica de Pablo (3,14-16)
V.  Exhortación final (3,17-18)
La segunda carta de Pedro expone su doctrina a partir de las problemáticas que se enfrentan los cristianos, por lo que anima a la comunidad cristiana a fortalecerse en los temas de cristología, Tradición y Escritura y escatología.

### 1. La Cristología
Cristo como centro de la Escritura (1,19) se presenta en la epístola con los títulos tradicionales de “Señor” (1,2.8.11.14.16;2,20;3,2;3,18) y como el "Hijo", que ha recibido del Padre el testimonio en la transfiguración sobre el monte Tabor (1,17; cf Mt 17,5) y, como novedad en el Nuevo Testamento, lo llama “Dios” (1,1). Pero el título cristológico más utilizado es el de "Salvador” y sobre ese título se formula la pregunta ¿cómo reconocemos a Jesucristo Salvador entre tanto mensajero falso? El mensaje se convertirá, entonces, en una profesión de fe en Jesucristo, reconocido como Salvador y esperado al final como juez y Señor de la historia y del mundo. Se presenta como el conocimiento auténtico, que ha de mantenerse y profundizar en un camino perseverante y seguro. El saludo inicial traza ya este recorrido cristológico de la fe cristiana (1,1-2).

### 2. Tradición y escritura
La fe cristiana en Jesús Señor y Salvador está fundamentada en dos voces autorizadas: En primer lugar, por la de los profetas (3,2) y, en segundo lugar, la de los apóstoles (3,15-16). Dos voces que no se contradicen, encuentran su unicidad en el origen inspirador: el Espíritu Santo (1,20-21), punto convergente que evidencia la voz de los falsos profetas, sus doctrinas y prácticas. Este criterio hermenéutico está sacado de la naturaleza misma de la inspiración, que a su vez hunde sus raíces en la tradición judía, en particular la alejandrina, aunque el método exegético de tipo midrásico esté sacado del ambiente judío. El nuevo punto de perspectiva para leer las Escrituras del canon hebreo es su cumplimiento cristológico (principio utilizado en el cuerpo paulino).
El autor da un testimonio importante sobre la formación del canon cristiano en relación con la colección de cartas de Pablo que las equipara con las demás Escrituras. Pero también en este caso, en contra del uso instrumental o reductivo de los escritos paulinos por parte de los disidentes, el autor invita a los lectores cristianos a un uso correcto de las Escrituras. Por consiguiente, el criterio interpretativo es el de la coherencia con la tradición y la fe común, atestiguada y vivida en la comunidad creyente. Y estos son precisamente los principios hermenéuticos que propone la constitución conciliar Dei Verbum (n.12) para interpretar la Escritura en el mismo espíritu con que fue compuesta.

### 3. La Escatología
El autor de la segunda carta de Pedro invita a los cristianos a permanecer firmes y sólidos en la fe tradicional. El retraso, o mejor dicho, la dilación de la parusía puede provocar una crisis de perseverancia y de confianza, explotada por los propagandistas gnostizantes, que insisten en la desilusión y en el cansancio espiritual. El fundamento de la esperanza escatológica cristiana sigue siendo la palabra profética y la gloria de Jesús Señor, que ha recibido de Dios el testimonio explícito transmitido por los apóstoles. Toda la tradición bíblica confirma la certeza del juicio de Dios y encuentra su cumplimiento en la experiencia cristiana. El retraso de la llegada del Señor no contradice a la Palabra de Dios, sino que tiene una función pedagógica salvífica (3,8-9). Hace la invitación a la perseverancia activa y coherente en la espera de la parusía, que, según la tradición, vendrá de improviso, como un ladrón; pero para los que están dispuestos de antemano, es motivo de aliento y de confianza activa (3,12.13). Así pues, los cristianos, que por iniciativa gratuita de Dios "participan" de su misma naturaleza (1,4), tienen que progresar en el conocimiento auténtico de una fe que desemboca en la caridad (1,5.7); viviendo con piedad e integridad, se preparan para entrar en el reino de Dios con un estilo de vida basado en la fe y caracterizado por la caridad fraterna.

## Relación con otros escritos

### Relación con los escritos del Antiguo y Nuevo Testamento
En la carta no hay una cita directa a los textos veterotestamentarios. Sin embargo, sí que trata temas de los Proverbios, Salmos, o bien, de Isaías 65,17 acerca de los cielos nuevos y la tierra nueva. También hace uso de las tradiciones y figuras bíblicas como la creación (3,5; cf. Gén 1,6-9), el pecado de los ángeles (2,4; Gén 6,1-2), el diluvio (2,5; cf. Gén 6-8), entre otros. De igual manera que el Antiguo Testamento, no hace mención explícita de alguna cita del Nuevo Testamento, pero sí utiliza temas y términos de otros textos, como cuando refiere a las cartas paulinas o a las enseñanzas de Cristo y los apóstoles. No detalla exactamente a cuál carta o Evangelio, pero sabe de los temas de la filiación divina o la fe y la transfiguración, por ejemplo, de Mateo.

### Relación con la Carta de Judas
La relación es cercana y precisa. Hay un paralelismo que abarca prácticamente todos los versículos, aunque las fórmulas empleadas varíen. Entre ellos, pueden mencionarse los primeros tres temas: la aparición de los falsos maestros, el castigo de los ángeles pecadores y la condena de Sodoma y Gomorra. La relación es continua: 2 Pe 2,1; 2,4; 2,6 y Jds 4; 6; 7. Es cierto también que hay textos independientes en cada una de las cartas. Y estos elementos son los que hacen considerar el uso de la carta de Judas en 2 Pedro, por las siguientes razones: Primero, 2 Pedro utiliza a Judas para rebatir los errores de los falsos maestros. Segundo, omite citas de apócrifos del Antiguo Testamento. Tercero, hay textos que no se comprenden sin Judas, como el pecado de los ángeles explicado en Judas, versículo sexto. Cuarto, clarifica su mensaje. Parece claro, por tanto, que 2 Pedro es un escrito más formal que Judas, y que quiere expresar una madurez mayor, ayudando a una mejor comprensión.